# Brennilis
 Brennilis  (en bretón Brenniliz) es una población y comuna francesa, situada en la región de Bretaña, departamento de Finisterre, en el distrito de Châteaulin y cantón de Pleyben.
En esta comuna se encuentra una central nuclear que operó de 1962 a 1985, y cuyo proceso de desmantelamiento ha sido el primero jamás realizado en Francia.

## Demografía
| 615 | 760 | 654 | 573 | 439 | 467 |
| Para los censos de 1962 a 1999 la población legal corresponde a la población sin duplicidades (Fuente: INSEE [Consultar]) |     |     |     |     |     |